# Riksdagen 1969
Riksdagen 1969 ägde rum i Stockholm.
Den inleddes med det högtidliga öppnandet den 11 januari och avslutades den 13 december 1969.

## Talmän
| - Talman Erik Boheman, F - Första vice talman Axel Strand, S - Andra vice talman Ivar Johansson, C | - Talman Henry Allard, S - Första vice talman Bertil von Friesen, F - Andra vice talman Leif Cassel, M |

## Händelser och beslut i urval

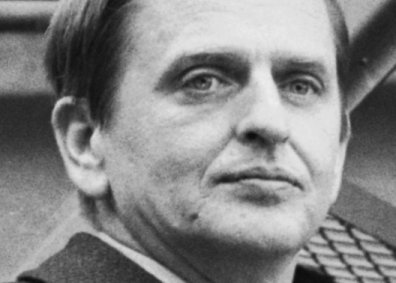
Den under riksdagen tillträdande stats-ministern Olof Palme. Bilden är från 1973

- 15 september: Val till Andra kammaren.
- 9 januari: Högerpartiet byter namn till Moderata samlingspartiet.
- 11 januari: Riksdagens högtidliga öppnande i rikssalen på Stockholms slott.
- 13 januari: Riksdagens kamrar inleder sina sammanträden.
- 14 maj: Riksdagen beslutar att sänka myndighetsåldern från 21 år till 20 år.
- 21 maj: Riksdagen beslutar att påskynda på den pågående kommunreformen, vilket innebär att cirka 40 kommuner slås samman mot sin vilja.
- 12 juni: Genom en myntreform i Sverige avskaffas 1-öringarna och 2-öringarna, medan 5-öringarna minskar i storlek.
- 1 juli: 
  - En ny Miljöskyddslag som innehåller föreskrifter om miljöfarlig verksamhet träder i kraft.
  - Lysningstvånget avskaffas och äktenskapsåldern för män sänks till 18 år.
- 26 september: Sven Wedén lämnar ledarskapet för Folkpartiet.
- 1 oktober: Tage Erlander lämnar posten som statsminister och partiledare för Socialdemokraterna. Han efterträds av Olof Palme samma dag.
- 9 oktober: Regeringen Erlander lämnar in sin avskedsansökan.
- 13 oktober: Olof Palme väljs till statsminister. Regeringsskiftet äger rum dagen efter.
- 7 november: Gunnar Helén tar över ledarskapet inom Folkpartiet efter Sven Wedén.
- 26 november: Riksdagen förbjuder proffsboxning.
- 13 december: Riksdagen avslutas.

## Riksdagens sammansättning

### Första kammaren

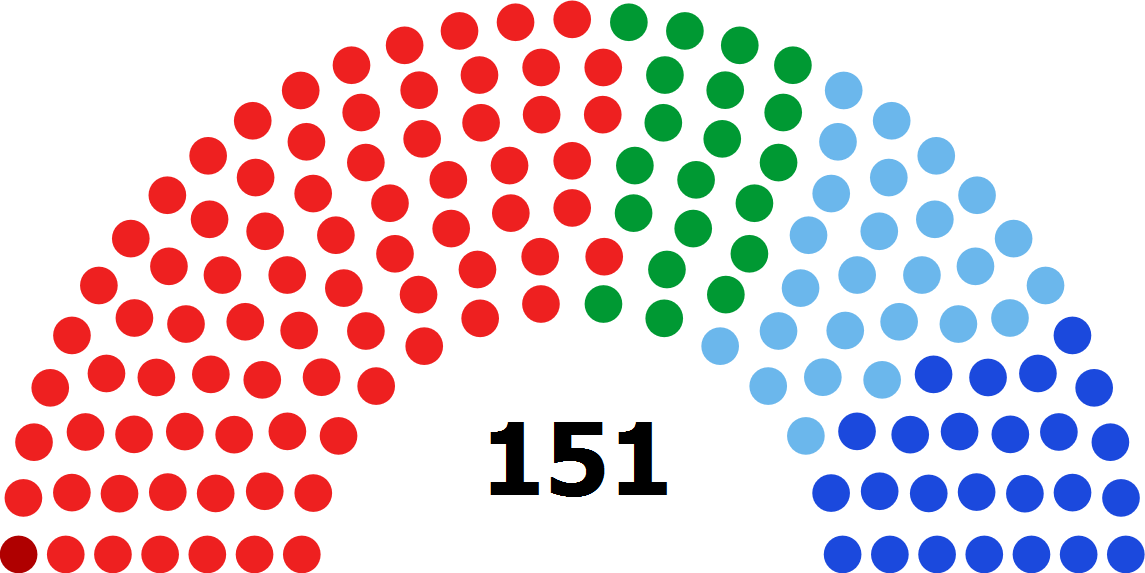
Första kammaren

- Socialdemokraterna, 79
- Folkpartiet, 26
- Moderaterna, 25
- Centerpartiet, 20
- Vänsterpartiet kommunisterna, 1
- Totalt: 151

### Andra kammaren

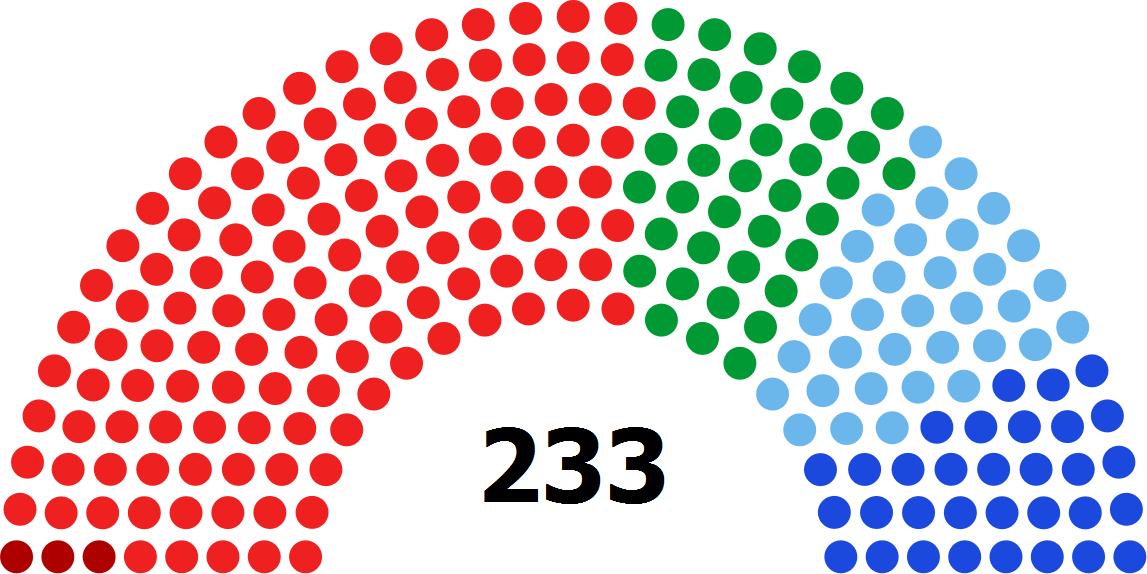
Andra kammaren

- Socialdemokraterna, 125
- Centerpartiet, 39
- Folkpartiet, 34
- Moderaterna, 32
- Vänsterpartiet kommunisterna, 3
- Totalt: 233